# Protolampra suffusa
Protolampra suffusa är en fjärilsart som beskrevs av Tutt 1892. Protolampra suffusa ingår i släktet Protolampra och familjen nattflyn. Inga underarter finns listade i Catalogue of Life.